# Wicksite
La wicksite è un minerale.